# Janne Laukkanen
Janne Laukkanen (* 9. března 1970, Lahti) je bývalý finský lední hokejista, obránce. Je držitelem dvou bronzových medailí z olympijských her, z Lillehammeru 1994 a Nagana 1998. Má rovněž tři stříbrné medaile z mistrovství světa (1992, 1994, 1998). Hrál též na MS 1993 (7. místo), Kanadském poháru 1991, Světovém poháru 1996 a olympijských hrách v Albertville roku 1992 (7. místo). Finskou nejvyšší soutěž hrál za Lahti a Hämeenlinnan Pallokerho. V roce 1993 se stal hráčem HC České Budějovice, ale odehrál v české Extralize jen 3 zápasy v play-off. Poté odešel do zámoří, kde strávil zbytek kariéry, v AHL (Cornwall Aces, Hartford Wolf Pack) a NHL (Quebec Nordiques, Colorado Avalanche, Ottawa Senators, Pittsburgh Penguins, Tampa Bay Lightning). Jeho bilance v základní části NHL je: 407 zápasů, 121 kanadských bodů, 22 branek. Ve vyřazovací části (Stanleyově poháru) přidal 59 utkání, 16 bodů a 7 gólů. Po skončení hráčské kariéry působil jako asistent trenéra Espoo Blues, v letech 2011 až 2015 byl hráčským koordinátorem Hämeenlinnan Pallokerho. Od roku 2016 je sportovním ředitelem klubu Pelicans Lahti.